# Адольф Зегер
Адольф Зегер (нім. Adolf Seger; нар. 2 січня 1945, Фрайбург-ім-Брайсгау, Баден-Вюртемберг) — західнонімецький борець вільного стилю, дворазовий чемпіон та срібний призер чемпіонатів світу, триразовий чемпіон, дворазовий срібний та дворазовий бронзовий призер чемпіонатів Європи, дворазовий бронзовий призер Олімпійських ігор.

## Життєпис
Адольф Зегер вважався одним із найкращих західнонімецьких борців усіх часів, вигравши дві бронзові олімпійські медалі. У Мюнхені в 1972 році він брав участь у змаганнях з вільної боротьби в напівсередній вазі, а в Монреалі чотири роки потому виступав у середній вазі. Зегера та його брата-олімпійця Едмунда, як і інших чотирьох братів, тренував їхній батько Карл. Адольф Зегер також виграв дві золоті медалі в середній вазі на Чемпіонаті світу в Мінську 1975 року та Чемпіонаті світу в Лозанні 1977 року. Він також став віцечемпіоном світу в Мехіко в 1978 році.
На чемпіонаті Європи Зегер виграв три золоті медалі, у напівсередній вазі в 1972 і 1973 роках та в середній вазі в 1976 році. Він також додав ще дві срібні медалі в 1974 і 1978 роках і бронзові медалі в 1969 і 1979 роках. Пізніше він брав участь у турнірах старших майстрів і виграв кілька подіумів, у тому числі десять титулів чемпіона світу.
На національному рівні Адольф Зегер виграв десять чемпіонських титулів Західної Німеччини поспіль у 1971-80 роках.
У 1972 році Зегер був нагороджений Срібним лавровим листом, найвищою спортивною нагородою Німеччини.
За фахом був листоношею в Deutsche Bundespost. Пізніше він також був регіональним політиком і тренером з боротьби у своєму рідному клубі «AV Germania Freiburg-St.Georgen».

## Спортивні результати на міжнародних змаганнях

### Виступи на Олімпіадах
| Змагання                    | Збірна    | Вагова категорія          | Місце  |
| --------------------------- | --------- | ------------------------- | ------ |
| Літні Олімпійські ігри 1972 | Німеччина | вільна боротьба, до 74 кг | Бронза |
| Літні Олімпійські ігри 1976 | Німеччина | вільна боротьба, до 82 кг | Бронза |

### Виступи на Чемпіонатах світу
| Змагання                        | Збірна    | Вагова категорія          | Місце  |
| ------------------------------- | --------- | ------------------------- | ------ |
| Чемпіонат світу з боротьби 1969 | Німеччина | вільна боротьба, до 74 кг | 5      |
| Чемпіонат світу з боротьби 1970 | Німеччина | вільна боротьба, до 74 кг | 5      |
| Чемпіонат світу з боротьби 1973 | Німеччина | вільна боротьба, до 74 кг | 5      |
| Чемпіонат світу з боротьби 1974 | Німеччина | вільна боротьба, до 74 кг | 4      |
| Чемпіонат світу з боротьби 1975 | Німеччина | вільна боротьба, до 82 кг | Золото |
| Чемпіонат світу з боротьби 1977 | Німеччина | вільна боротьба, до 82 кг | Золото |
| Чемпіонат світу з боротьби 1978 | Німеччина | вільна боротьба, до 82 кг | Срібло |
| Чемпіонат світу з боротьби 1979 | Німеччина | вільна боротьба, до 82 кг | 5      |

### Виступи на Чемпіонатах Європи
| Змагання                         | Збірна    | Вагова категорія          | Місце  |
| -------------------------------- | --------- | ------------------------- | ------ |
| Чемпіонат Європи з боротьби 1969 | Німеччина | вільна боротьба, до 74 кг | Бронза |
| Чемпіонат Європи з боротьби 1970 | Німеччина | вільна боротьба, до 74 кг | 6      |
| Чемпіонат Європи з боротьби 1972 | Німеччина | вільна боротьба, до 74 кг | Золото |
| Чемпіонат Європи з боротьби 1973 | Німеччина | вільна боротьба, до 74 кг | Золото |
| Чемпіонат Європи з боротьби 1974 | Німеччина | вільна боротьба, до 74 кг | Срібло |
| Чемпіонат Європи з боротьби 1975 | Німеччина | вільна боротьба, до 74 кг | 6      |
| Чемпіонат Європи з боротьби 1976 | Німеччина | вільна боротьба, до 82 кг | Золото |
| Чемпіонат Європи з боротьби 1977 | Німеччина | вільна боротьба, до 82 кг | 5      |
| Чемпіонат Європи з боротьби 1978 | Німеччина | вільна боротьба, до 82 кг | Срібло |
| Чемпіонат Європи з боротьби 1979 | Німеччина | вільна боротьба, до 82 кг | Бронза |
| Чемпіонат Європи з боротьби 1980 | Німеччина | вільна боротьба, до 82 кг | 12     |

### Виступи на інших змаганнях
| Змагання                           | Збірна    | Вагова категорія          | Місце  |
| ---------------------------------- | --------- | ------------------------- | ------ |
| Гран-прі Німеччини з боротьби 1974 | Німеччина | вільна боротьба, до 74 кг | Золото |
| Гран-прі Німеччини з боротьби 1975 | Німеччина | вільна боротьба, до 82 кг | Срібло |
| Гран-прі Німеччини з боротьби 1976 | Німеччина | вільна боротьба, до 82 кг | Бронза |
| Гран-прі Німеччини з боротьби 1977 | Німеччина | вільна боротьба, до 82 кг | Золото |
| Гран-прі Німеччини з боротьби 1978 | Німеччина | вільна боротьба, до 82 кг | Золото |
| Гран-прі Німеччини з боротьби 1979 | Німеччина | вільна боротьба, до 82 кг | 5      |
| Гран-прі Німеччини з боротьби 1980 | Німеччина | вільна боротьба, до 82 кг | Срібло |